# Felix Solis
Felix Angel Solis (New York, 17 september 1971) is een Amerikaans acteur.

## Biografie
Solis werd geboren en opgevoed bij Puerto Ricaanse ouders in Greenwich Village.

## Filmografie

### Films
Uitgezonderd korte films.
- 2024 The Curse of the Necklace - als Joe Callahan
- 2024 The Friend - als Hector
- 2024 Unfrosted - als El Sucre
- 2022 Allswell - als Desmond
- 2022 Today's Special - als Andre
- 2021 The Bait 2021 - als Tom
- 2018 History of Them - als Manny Reyes
- 2016 Drew - als luitenant Ford
- 2016 Tallulah - als Manuel
- 2013 Fugly! – als Pops
- 2012 You're Nobody 'til Somebody Kills You – als rechercheur Meil
- 2012 Man on a Ledge – als Nestor
- 2012 Arbitrage – als A.D.A. Deferlito
- 2011 Weekends at Bellevue – als rechter Bernard Chavez
- 2011 Gun Hill Road – als Pete
- 2010 My Soul to Take – als mr. Kaiser
- 2009 Reunion – als Pete
- 2009 The International – als rechercheur Iggy Ornelas
- 2009 Taking Chance – als werknemer van Philly Cargo
- 2007 Adrift in Manhattan – als Rolando
- 2005 End of the Spear – als Julio
- 2005 Everyone's Depressed – als Carlos
- 2004 The Forgotten – als Brasher
- 2003 El circulo vicioso – als Mata
- 2002 Empire – als Jose
- 1995 Cousin Howard – als Allen

### Televisieseries
Uitgezonderd eenmalige gastrollen.
- 2022 - 2025 The Rookie - als Matthew Garza - 7 afl.
- 2025 The Recruit - als Tom Wallace - 2 afl.
- 2022 - 2023 The Rookie: Feds - als Matthew Garza - 22 afl.
- 2020 - 2022 Charmed - als Ray Vera - 5 afl.
- 2020 - 2022 Ozark - als Omar Navarro - 23 afl.
- 2018 SEAL Team - als kolonel Martinez - 4 afl.
- 2017 Ten Days in the Valley - als David Gomez - 8 afl.
- 2016 - 2017 Hawaii Five-0 - als Jorge Morales - 2 afl.
- 2016 The Family - als Gus Flores - 12 afl.
- 2016 Colony - als Geronimo - 4 afl.
- 2010 – 2015 The Good Wife – als rechercheur Rodriguez – 7 afl.
- 2014 The Following - als speciaal agent Jeffrey Clarke - 8 afl.
- 2012 Made in Jersey – als River Brody – 8 afl.
- 2012 NYC 22 – als Terry Howard – 13 afl.
- 2007 The Knights of Prosperity – als Jaime Santanita – 2 afl.

### Computerspel
- 2006 Grand Theft Auto: Vice City Stories – als sergeant Jerry Martinez

- Library of Congress Control Number: no2016009305
- Virtual International Authority File: 279145542621796640856
- WorldCat: E39PBJvtd8Q7Pj3X3RydX8Pfbd